# Conclave de 1922

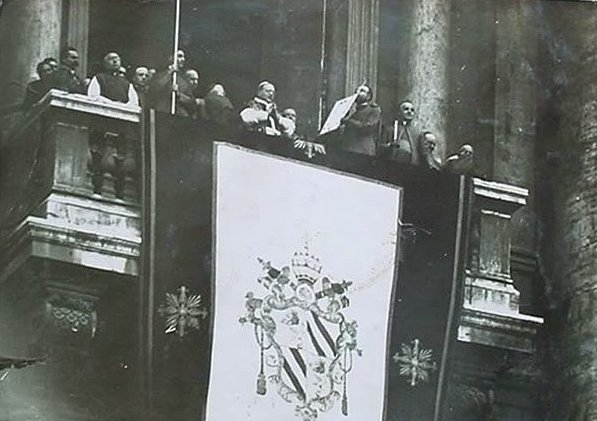
Première apparition du nouveau pape Pie XI à l'issue du conclave.

Le conclave de 1922 est le conclave qui, après la mort du pape Benoît XV, élit le cardinal Achille Ratti, qui devient pape sous le nom de Pie XI.

## Contexte
Après un règne de tout juste huit ans, le pape Benoît XV décède le 22 janvier 1922 d'une pneumonie. Au moment de sa mort, le collège cardinalice comptait 61 membres. Le même jour s'éteignait Enrique Almaraz y Santos, l'archevêque de Tolède, laissant à un collège composé désormais de 60 cardinaux le soin d'élire un successeur au pape défunt.
53 des 60 cardinaux se trouvèrent donc réunis dans la chapelle Sixtine le 2 février 1922. Les cardinaux José María Martín de Herrera y de la Iglesia, Giuseppe Prisco et Lev Skrbenský z Hříště ne purent être présents pour des raisons de santé, alors que les quatre cardinaux non européens — William Henry O'Connell de Boston, Dennis Dougherty de Philadelphie, Louis-Nazaire Bégin de la ville de Québec et Joaquim Arcoverde de Albuquerque Cavalcanti de São Sebastião do Rio de Janeiro — ne purent arriver à Rome à temps et ratèrent le conclave. En raison de l'absence de ces quatre cardinaux, Pie XI décidera par la suite de changer les règles en étendant la période entre la mort d'un pape et l'élection de son successeur, afin de permettre aux cardinaux résidant dans des pays lointains de faire le déplacement et de prendre part au conclave.
Lors des cinq conclaves précédents, les cardinaux électeurs avaient mis au jour des rivalités entre conservateurs et libéraux, du pape conservateur Grégoire XVI en 1831 jusqu'au libéral (du moins au début de son règne) Pie IX. Au moment de sa mort en 1878 Pie IX était devenu un conservateur réactionnaire. Ce fut le pape libéral Léon XIII qui lui succéda, et qui, lui, précéda le pape Pie X souvent considéré comme conservateur. En 1914, le pape plus libéral Benoît XV fut élu, il était un « protégé » du cardinal Mariano Rampolla qui avait été pressenti par le conclave de 1903, mais qui avait été frappé par l'exclusive de l'empereur François-Joseph d'Autriche.

## Conclave - élection de l'archevêque de Milan
Le conclave de 1922 fut le conclave le plus disputé et le plus indécis depuis de nombreuses années. Alors que deux des trois derniers conclaves avaient duré trois jours ou moins, celui de 1922 dura cinq jours. Divisé entre les conservateurs (dont le candidat principal était Merry Del Val qui culmine à 17 suffrages au 4e tour) et les plus progressistes (Pietro Maffi déjà papabile au conclave précédent et surtout Pietro Gasparri qui domine les votes du 5e au 9e tour) le conclave cherche une solution de compromis. Les trois principaux candidats font d'abord presque jeu égal. Après le repli de Maffi, Gasparri domine Merry Del Val. Plusieurs partisans de Merry del Val soutiennent alors la candidature de Pietro La Fontaine, patriarche de Venise conservateur, qui semble pouvoir réussir et fait presque jeu égal avec celle de Gasparri aux 7e et 8e tours alors que Maffi et Merry del Val doivent renoncer. Mais comme, avec 22 voix, il ne semble pas en mesure de l'emporter face à Gasparri, qui lui-même plafonne à 24 voix, le 4 février, le conclave semble bloqué. Une partie des électeurs de La Fontaine puis de Maffi (en particulier les cardinaux anglais, originellement partisans de La Fontaine, influencés par le cardinal Mercier, lui même partisan de Maffi) puis finalement de Gasparri choisissent Ratti qui avait eu entre 4 et 6 voix depuis le début du conclave et qui devient alors un candidat de compromis possible : sa candidature qui passe en seconde position derrière La Fontaine puis le dépasse avec 27 votes. D'après le cardinal Friedrich Gustav Piffl (dont le journal avec les décomptes de voix pour 1914 et 1922 a été publié en 1963), Gaetano De Lai, ennemi de Gasparri et partisan de Merry Del Val aurait voulu négocier le vote de ses partisans en faveur de Ratti à condition que Gasparri ne soit pas secrétaire d'État. Ce type de négociation entraîne en principe une excommunication. Le 6 février pour débloquer le conclave les partisans de La Fontaine votent en bloc pour Ratti. 
Il a donc fallu pas moins de quatorze tours de scrutin avant qu'Achille Ratti, l'archevêque de Milan, n'atteigne la majorité des deux-tiers des voix requise pour son élection et qu'il soit élu pape sous le nom de Pie XI.

## Conséquences de l'élection
Il était difficile de classer Ratti comme un conservateur ou un libéral, à l'inverse de la plupart de ses prédécesseurs immédiats. La plupart le considèrent comme un conservateur modéré, à la droite du pape Benoît XV, mais à la gauche des papes Grégoire XVI, Pie IX (à la fin de son règne) et Pie X. Il montre immédiatement son autorité. Il prend le nom de Pie, signe en faveur des conservateurs, mais maintient Gasparri au secrétariat d'État, et prononce sa bénédiction non pas vers la cour intérieure, comme ses prédécesseurs le faisaient pour montrer qu'ils se considéraient comme prisonniers, mais vers la cour extérieure, signe de sa volonté de régler la question romaine. Cela le distingue nettement de Pie IX. Mais, à la différence de son prédécesseur Benoît XV, diplomate aristocratique et souffrant d'une mauvaise santé, Ratti essaye de donner le visage inhabituel d'un érudit, doué d'une culture littéraire, mais aussi d'un diplomate et d'un alpiniste talentueux.
| Durée                      | 5 jours               |
| Nombre de tours de scrutin | 14                    |
| Électeurs                  | 60                    |
| -------------------------- | --------------------- |
| Absents                    | 7                     |
| Présents                   | 53                    |
| Afrique                    | 0                     |
| Amérique latine            | 0                     |
| Amérique du Nord           | 0                     |
| Asie                       | 0                     |
| Europe                     | 53                    |
| Océanie                    | 0                     |
| Moyen-Orient               | 0                     |
| Italiens                   | 30                    |
| PAPE DÉCÉDÉ                | BENOÎT XV (1914-1922) |
| PAPE ÉLU                   | PIE XI (1922-1939)    |